# Rexina Vega
Rexina Rodríguez Vega (Vigo, 18 de noviembre de 1966) es una escritora, traductora e investigadora de la literatura gallega.

## Trayectoria
Doctora en Filología Románica (tesis: Bilingüismo e autotradución en Álvaro Cunqueiro), docente e investigadora en el campo de la literatura gallega, es especialista en la obra de Álvaro Cunqueiro, autor sobre el que ha publicado varios estudios. También realizó crítica literaria en publicaciones como Praza.gal, A Nosa Terra, Grail o el Anuario de Estudos Literarios Galegos. En el campo de la lexicografía, formó parte del equipo redactor de los diccionarios bilingües español-francés de la editorial Larousse y del Diccionario gallego-castellano Vox.
Durante los años 1990 impartió clases en el área de filología gallego-portuguesa en la Universidad Autónoma de Barcelona. Posteriormente pasó a ser profesora del Departamento de Lengua Española de la Universidad de Vigo, tras haber sido anteriormente profesora de Lengua y Literatura Gallega en el Instituto Santo Tomé de la misma ciudad, y del Departamento de Lengua Gallega en el IES Plurilingüe Terra de Turonio en Gondomar.
Además de escritora, ha trabajado en traducción. Junto a cuatro traductores más (Marisol Arbués, Mercè Burrel, Marc Parayre y Hermes Salceda), hicieron la versión española de Secuestro, la novela de Georges Perec donde no hay palabras que contengan la letra e (en la versión española, que no contengan la letra a). Al equipo le valió el premio Stendhal de traducción del francés al español (1998) y quedaron finalistas del Concurso Nacional de Traducción.

## Obra

### Narrativa
- Cardume (2007), Xerais. Ed. en formato electrónico.[4][5]
- Dark Butterfly (2012). Xerais. Ed. en formato electrónico.[6][7]
- Nadie duerme (2017). Pepitas de Calabaza. (Como Xina Vega). Ninguén dorme (2019). Laiovento.[8][9]
- O estado intermedio (2020). Galaxia. ISBN 978-84-9151-555-5.[10][11]
- O teu perfil na miña sombra. Diario dunha nai (2024). Galaxia. ISBN 978-84-1176-199-4. Formato de diario.[12]

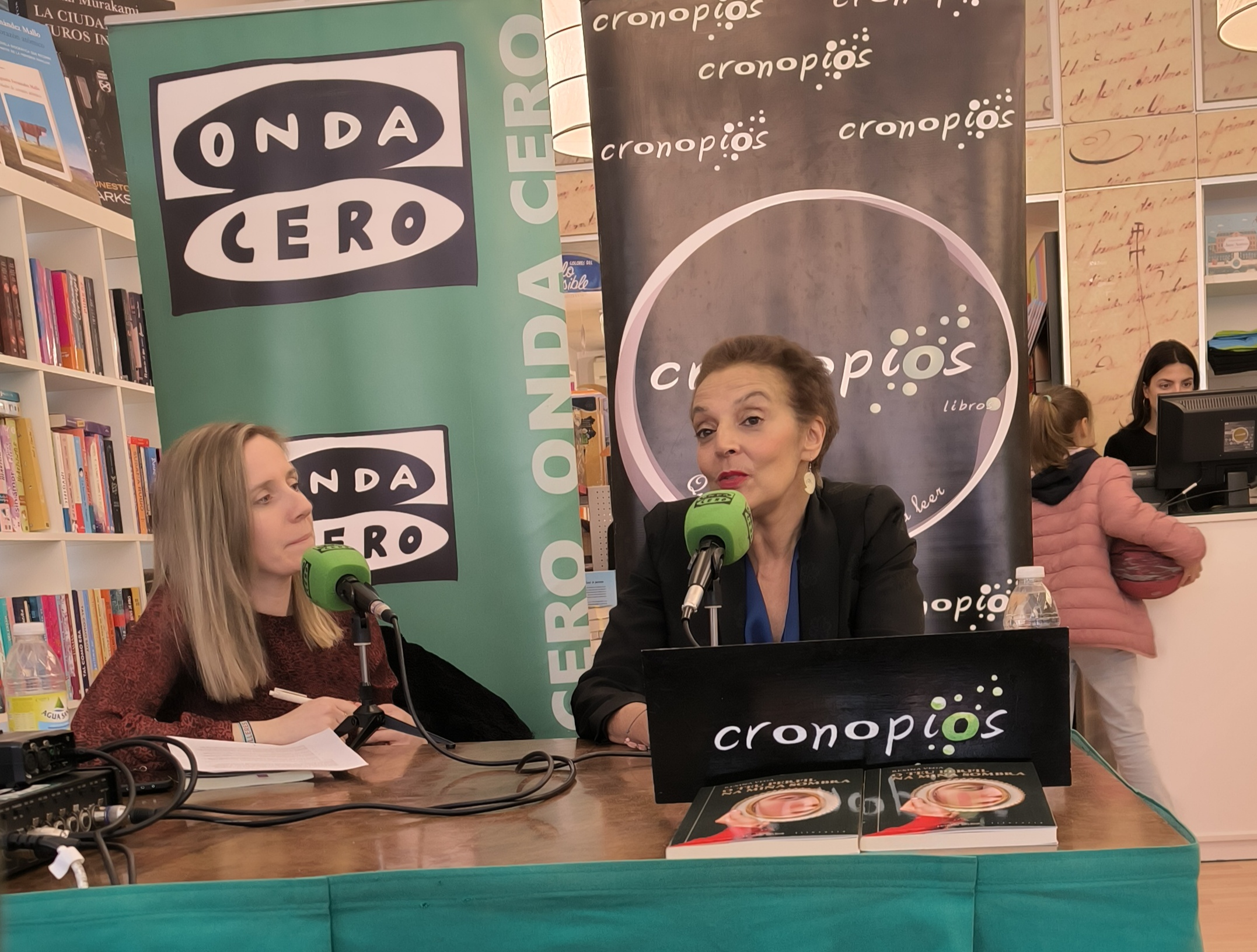
Presentando O teu perfil na miña sombra. Diario dunha nai en la Librería Cronopios de Pontevedra, con Susana Pedreira

### Ensayo
- Os outros feirantes, de Álvaro Cunqueiro (1992). Edicións do Cumio.
- Álvaro Cunqueiro: unha poética da recreación (1997). Laiovento.
- Bilingüismo e autotradución na obra de Álvaro Cunqueiro (2000). Universidad de Barcelona.

### Ediciones
- Ten que doer. Literatura e identidade, de Suso de Toro (2004). Xerais.
- A volta da perdida. Obra inédita incautada polos militares en 1936, de Urbano R. Moledo (2007). Ediciós do Castro.

### Traducción
- El secuestro, de Georges Perec (Anagrama, 1988), protagonizada por Marisol Arbués, Mercè Burrel, Marc Parayre y Hermes Salceda.

### Obras colectivas
- Álvaro Cunqueiro e as amizades catalanas. Actas do Congreso Internacional "Álvaro Cunqueiro a Catalunya" (2003). Ediciós do Castro.
- Álvaro Cunqueiro: fotobiografía sonora (2009). Ouvirmos. Con César Morán.
- VI Encontro de Escritores Galegos. Literatura e proxección exterior (2012). Diputación de La Coruña.
- Abadessa, oí dizer. Relatos eróticos de escritoras da Galiza (2017). Vía Editora.
- O libro do fútbol (2023). Galaxia.[13]

## Premios
- Premio Ricardo Carvalho Calero de investigación, por Álvaro Cunqueiro. Unha poética da recreación.
- Premio Xerais en 2007, por Cardume.
- Premio Stendhal, y finalista del Premio Nacional de Traducción, por la obra El secuestro, de Georges Perec.[14]
- Cunqueiriana de Honor de 2021.[15]